# Stictoleptura trisignata
Stictoleptura trisignata es una especie de insecto coleóptero de la familia Cerambycidae. Se distribuyen por el suroeste de Europa.
Miden unos 10-16 mm. Son primaverales a estivales, florícolas.